# Мужність (фільм, 1939)
«Мужність» (рос. Мужество) — радянський чорно-білий художній фільм, поставлений на кіностудії «Ленфільм» в 1939 році режисером Михайлом Калатозовим. За мотивами оповідань Георгія Кубанського. Прем'єра фільму в СРСР відбулася 16 серпня 1939 року.

## Сюжет
Повітряний лихач - пілот цивільного повітряного флоту Олексій Томілін - одного разу вирішує більше не спокушати долю і літати тільки по прямій. Аеропорт, де працює Томілін, знаходиться біля кордону з Афганістаном. Одного разу герой отримує завдання летіти в прикордонний район і передати пакет з наказом про затримання крупного диверсанта, який перейшов кордон. Повертаючись, Томілін робить вимушену посадку біля покинутого житла - і незабаром стає заручником банди. Герой вдає, що згоден перекинути диверсанта за кордон, і покладається тільки на себе і свій досвід повітряного аса-мертвопетліста. 

## У ролях
- Олег Жаков —  пілот Олексій Томілін
- Дмитро Дудников —  Мустафа Хаджі
- Костянтин Сорокін —  пілот Власов
- Олексій Бонді —  командир загону
- Олександр Беніамінов —  буфетник Юсуф
- Федір Федоровський —  капітан Бистров
- Петро Нікашин —  борт-механік
- Зула Нахашкієв —  Дугар
- Тамара Нагаєва —  пілот Файзі

## Знімальна група
- Авто сценарію — Георгій Кубанський
- Режисер — Михайло Калатозов
- Асистенти режисера — Семен Дерев'янський, Л. Дубенська
- Оператор — Веніамін Левітін
- Оператор комбінованих зйомок — Георгій Шуркін
- Асистенти оператора — Музакір Шуруков, В. Богданов
- Повітряні зйомки — Веніамін Левітін, Георгій Шуркін, Музакір Шуруков, М. Віхірєв
- Звукооператор — Ілля Вовк
- Композитор — Венедикт Пушков
- Художник — Юхим Хігер
- Асистент з монтажу — Д. Ландер
- Консультанти:
  - Пілот — М. Шебанов
  - Інженер — В. Лузєв
- Пілоти — І. Іванов, А. Гончаренко, П. Колесников